# Soundcheck

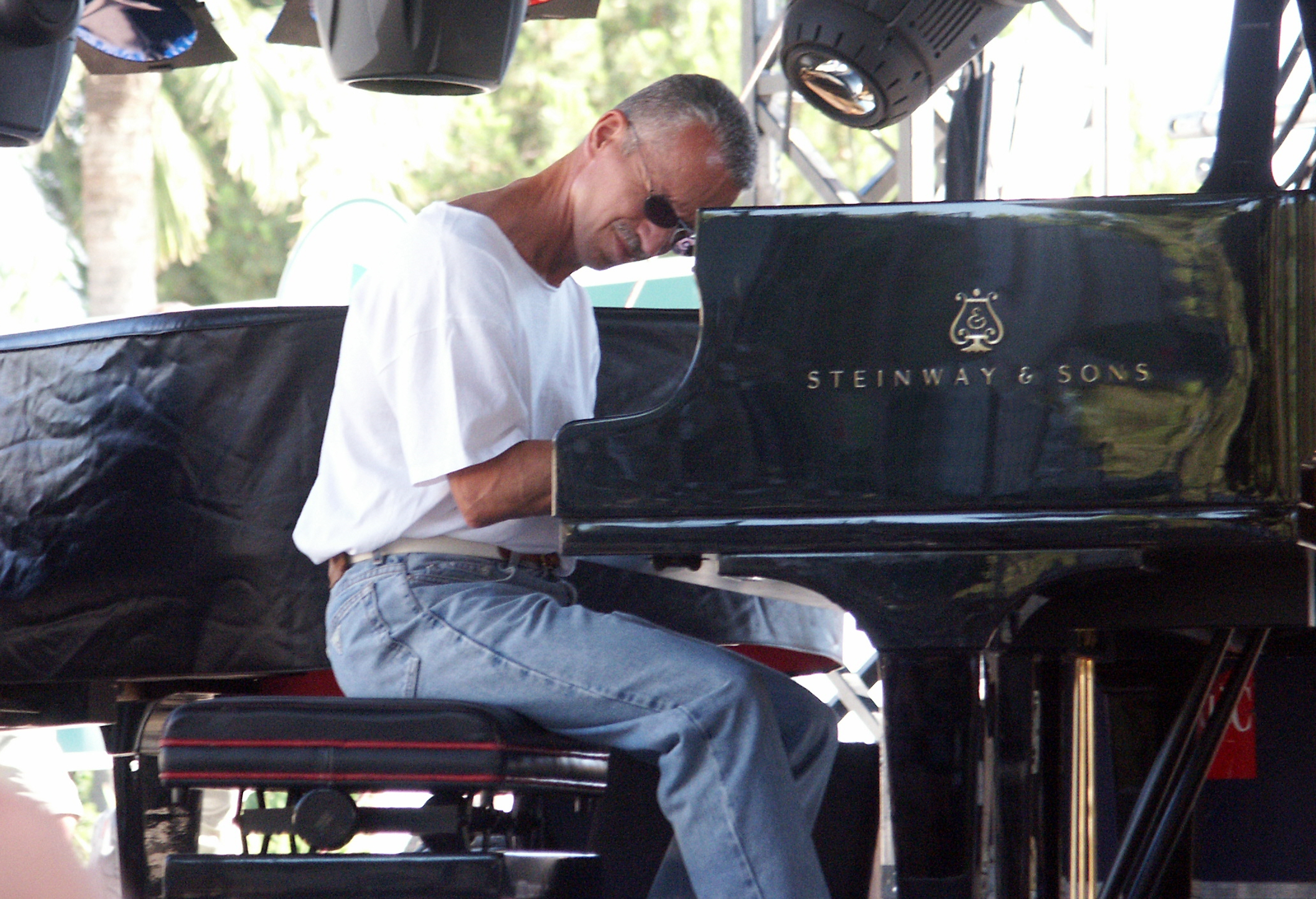
Keith Jarrett durante il soundcheck a Jazz à Juan 2003 (Juan-les-Pins)

Il soundcheck è un'attività che si svolge prima dei concerti, dei discorsi o delle esibizioni pubbliche e che prevede il controllo delle impostazioni audio da parte dei tecnici del suono, al fine di equilibrare i volumi e le frequenze. 
Alcuni artisti, come Paul McCartney, durante i soundcheck fanno vere e proprie esibizioni, che possono confluire in registrazioni di album dal vivo. 
Gli artisti che durante un tour cambiano la lista delle canzoni eseguite durante le serate usano i soundcheck per provare brani noti o inediti da inserire nel programma. Per questo motivo, quando possibile, tali sessioni musicali sono molto seguite dagli appassionati di musica e dai fan degli artisti.